# Ons (La Coruña)
Ons (llamada oficialmente Santa María de Ons) es una parroquia y aldea española del municipio de Brión, en la provincia de La Coruña, Galicia.

## Entidades de población
Entidades de población que forman parte de la parroquia:
- A Igrexa
- Fonte Paredes
- Ons
- Pazos
- Salaño Grande
- Salaño Pequeno

## Demografía

### Parroquia
| Gráfica de evolución demográfica de Ons (parroquia) entre 2000 y 2018 |
|                                                                       |
| Datos según el nomenclátor publicado por el INE.                      |

### Aldea
| Gráfica de evolución demográfica de Ons (aldea) entre 2000 y 2018 |
|                                                                   |
| Datos según el nomenclátor publicado por el INE.                  |